# Tõnu Endrekson
Tõnu Endrekson, född den 11 juni 1979 i Pärnu i Sovjetunionen, är en estländsk roddare.
Han tog OS-silver i dubbelsculler i samband med de olympiska roddtävlingarna 2008 i Peking. 
Vid de olympiska roddtävlingarna 2016 i Rio de Janeiro tog han en bronsmedalj i scullerfyra. Vid olympiska sommarspelen 2020 i Tokyo slutade Endrekson på sjätte plats i scullerfyra.